# الصناعة في تونس

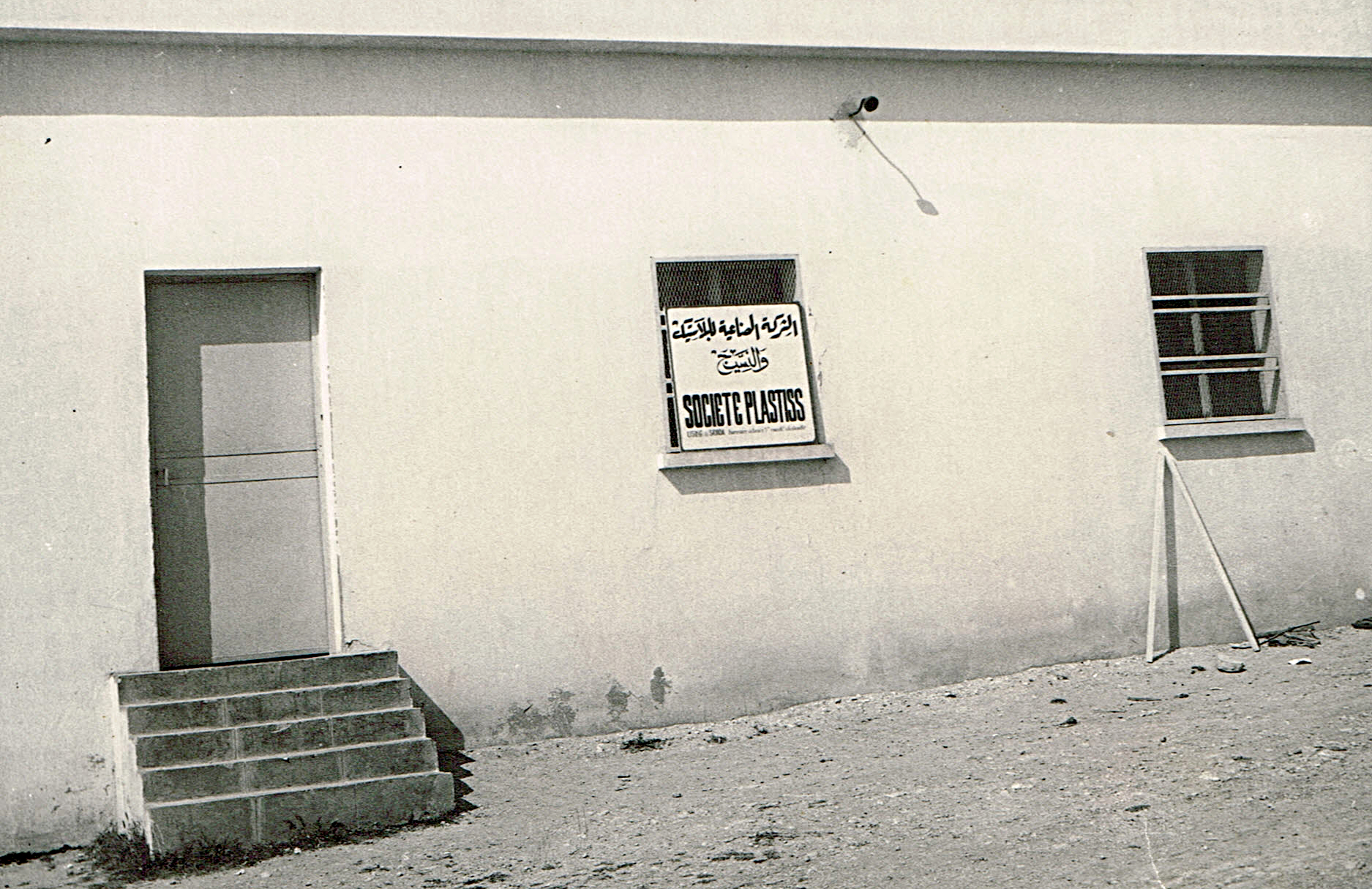
هذه الصناعة في تونس

تساهم الصناعة في تونس في نسبة 28,6% من الناتج القومي الخام و 34 % من نسبة التشغيل من السكان الناشطين.
وهي تشمل 3 أنواع من الصناعات:
- الصناعات المعملية
- الصناعات غير المعملية
- قطاع المناجم والتنقيب عن النفط
- قطاع الأشغال العامة والكبرى

## النتائج الكميّة
ركزت تونس مجهوداتها على تطوير الاقتصاد، وجعله أكثر تنافسية حيث تحصلت على المرتبة 37 عالميا سنة 2006 من جملة 117 اقتصادا عالميا، والمرتبة 27 سنة 2007 من جملة 127 اقتصادا عالميا. وتحصلت على عدد 4.5 من 7 سنة 2006 و4.7 من 7 سنة 2007.
- نسبة نمو بمعدل 5,6% سنوّيا متجاوزة بذلك نسق تطوّر الناتج المحلي الإجمالي (4,5%): قطاع الصناعات المعملية يساهم بنسبة 20% في تجسيم نسق نموّ الاقتصاد عموما خلال تلك الفترة.
- تحسين الإنتاجية الجملية لعناصر الإنتاج وبالتركيز خاصة على المساهمة الفعالة للأنشطة الموجهة للتصدير (لا سيما قطاعي النسيج والملابس والأحذية والصناعات الميكانيكية والكهربائية).
- تطوّر الصادرات المعملية بنسق حثيث بلغ معدّل 13,3% سنويا، ممّا مكّن من تعزيز حصة تونس في الأسواق الخارجية وذلك بالاعتماد أساسا على المنتجات من النسيج والملابس والمكوّنات الكهربائية والميكانيكية والإلكترونية. علما وأن هاته الصادرات قد مثّلت زهاء 86% من صادرات الخيرات خلال تلك الفترة.
- ارتفاع حجم الاستثمار بمعدل 7.8% سنويا بالاعتماد على الدفع الذي شهدته استثمارات قطاع الصناعات الغذائية (12.1%)، والصناعات المختلفة (13.8%) والمواد الميكانيكية والكهربائية (8,3 %).
- انخراط ما يناهز 3606 مؤسسة في برنامج التأهيل الصناعي إلى موفى أوت 2006 إلى جانب التطوّر الحاصل في القطاعات الساندة على غرار البنية الأساسية.

مزيد التنوّع ومن دعم قدرته على مجابهة المنافسة الخارجية تماشيا مع النسق المتسارع للتحولات الاقتصادية ووفقا لتعهدات تونس الخارجية بعد انضمامها إلى المنظمة العالمية للتجارة وإبرام اتفاقية شراكة مع الاتحاد الأوروبي.

## النتائج النوعية
- مواصلة سياسة التحرير والحذف التدريجي للحماية تماشيا مع تعهدات تونس في نطاق اتفاقية الشراكة مع الاتحاد الأوروبي والتزاماتها في إطار المنظمة العالمية للتجارة.
- تطوير المراكز الفنيّة والزيادة في عددها وتركيز نظم الجودة.
- تهيئة الأراضي الصناعية وقد تمّ في هذا الصدد إنهاء أشغال تهيئة 5 مناطق صناعية جديدة خلال السنوات 2002-2004 تمسح 109 هك ويتواصل إنجاز 10 مناطق أخرى على مساحة جملية في حدود 401 هك إضافة إلى إعادة تهيئة عدد من المناطق الصناعية المتواجدة.
- تطوير المؤسسات وتعزيز دور القطاع الخاص عبر تكوين الباعثين الجدد ومساعدة المؤسسات على ملائمة وضعها مع الحاجيات المتطوّرة للاقتصاد.
- توفير المناخ المشجّع للاستثمار من خلال ملائمة الإطار التشريعي للاستثمار مع مقتضيات السوق، إلى جانب دعم الصناديق الموجهة نحو تشجيع الاستثمار الصناعي، التخفيض في الأداءات الديوانية على التجهيزات الموردة، والضغط على تكلفة الاستثمار والنهوض بالاستثمار في الجهات وتشجيع الاستثمار الأجنبي في هذا الميدان، دعم الشراكة.
- إنجاز الدراسات الاستشرافية القطاعية لتقييم مسيرة القطاع وإبراز التموقع الاستراتيجي لبعض الأنشطة الصناعية وانتقاء الأنشطة الواعدة.

## الصناعة غير المعملية
| النشاط الصناعي                    | ن.ق.خ ملايين الدينارات | النصيب من الناتج القومي الخام | نسبة السكان النشيطين (آلاف) | نسبة السكان النشيطين في الصناعة |
| --------------------------------- | ---------------------- | ----------------------------- | --------------------------- | ------------------------------- |
| المناجم، الطاقة، الكهرباء والمياه | 2843,1                 | 7,8%                          | 33,7                        | 1,2%                            |
| التجهيز والاشغال العامة           | 2178,7                 | 6,0%                          | 380,9                       | 13,5%                           |
| الجملة                            | 5021,8                 | 13,7%                         | 414,6                       | 14,7%                           |

## الصناعات المعملية
- الصناعة المعملية هي صناعة موجهة للتصدير بالأساس من حيث نصيبها في الصادرات 83,5% وهو ما يعتبر تميزا في الدول النامية التي تتكون صادراتها من المواد الفلاحية (القهوة، القطن، الذرة) أو ما يعرف بالاقتصادات القطنية أو تعتمد على تصدير الطاقة المحروقاتية) أو ما يعرف بالاقتصادات النفطية. وبما تونس تفتقرلهذه الموارد رغم كونها مطمورة روما في العهد الروماني في المجال الفلاحي.
- سنة 2004 وجدت 5468 مؤسسة صناعية تشغل أكثر من 10 أشخاص منها 2360 مؤسسة للتصدير مباشرة. يشتغل بالصناعة التونسية 550000 مواطن ومواطنة من جملة 2,85 مليون من السكان النشيطين.
- يعتبرا لمرحوم ا لدكتور الهادي نويرة، الأب الروحي للصناعة التونسية المعملية حيث أحدث قانون 1972 الخاص بالتصدير وصناعة النسيج.
- كانت الاختيارات والأولايات الصناعية في إدارة الهادي نويرة أرضية صلبة وواقعية مستجيبة لحاجيات تونس طوال 3 عقود.
- تم مواصلة الجهود لتطوير الصناعة بفتح مناطق التبادل الحر ببنزرت وجرجيس واستقطاب الصناعة

بالمناولة من آواخر الثمانينات بداية التسعينات، في العشرية الأخيرة تم توجيه المجهودات البحث العلمي في خدمة الصناعة وإجراء بحوث مشتركة بين الصناعيين والجامعات من خلال الأقطاب التكنوليجية وإشراف الوكالة الوطنية للنهوض بالصناعة. وذلك للصمود أمام تيار العولمة ومن خلال المنافسة من بلدان جنوب شرق آسيا الذي هدد اقتصادات عالمية كالاقتصاد الاروبي والأمريكي.
- توجت هذه المجهودات بتحسين التنافسية التونسية (الثانية أفريقياً، والثانية عربيا)

و الحصول على المرتبة 3 في مجموعة 40 (تضم المكسيك، البرازيل، كوريا، بولونيا، الأردن) والمرتبة 36 عالميا متفوقة على إيطاليا واليونان وتطوير نسبة النمو الصناعي، وخلق مواطن شغل جديدة.

## قيمة التبادل التجاري بين تونس والجزائر تصل إلى 1.1 مليار دولار أمريكي
أعلنت تونس أن الحجم الإجمالي للتبادل التجاري مع الجزائر بلغ خلال الأشهر الأحد عشر الأولى من العام الحالي ما قيمته 457ر1 مليار دينار تونسي (نحو 1.1 مليار دولار أمريكي).
فقد صدرت تونس للجزائر سلعا بقيمة 6ر619 مليون دينار واستوردت منها سلعا بما قيمته 4ر837 مليون دينار.
وكان الحجم الإجمالي للمبادلات التجارية بين البلدين قد بلغ العام الماضي ما قيمته 277ر1 مليار دينار حيث صدرت تونس للجزائر ما قيمته 8ر602 مليون دينار واستوردت منها ما قيمته 2ر674 مليون دينار.
وتصدر تونس إلى الجزائر التي تعد الشريك التجاري الثاني لها بعد ليبيا عربيا وإفريقيا المواد المصنعة والغذائية في حين تستورد منها المحروقات والحديد والصلب
| قطاعات الصناعة                              | عدد المؤسسات ذات أكثر من 10 أجرا | عدد مواطن الشغل | النصيب في الصناعة المعملية | نصيب ن.ق.خ في الصناعة المعملية |
| ------------------------------------------- | -------------------------------- | --------------- | -------------------------- | ------------------------------ |
| صناعة النسيج والملابس                       | 2094                             | 204 460         | 46,1%                      | 21,9%                          |
| الصناعات الغذائية                           | 945                              | 60 021          | 13,5%                      | 28,9%                          |
| صناعة الإلكترونيك والكهرومنزلية والكهربائية | 283                              | 42 382          | 9,5%                       | 8,4%                           |
| صناعة مواد البناء، الخزف والبلور            | 428                              | 29 615          | 6,7%                       | 7,1%                           |
| الصناعات الميكانيكية والتعدينية             | 481                              | 27 591          | 6,2%                       | 8,6%                           |
| صناعة الجلود والاحذية                       | 289                              | 25 430          | 5,7%                       | 5,2%                           |
| صناعات كيميائية                             | 249                              | 22 364          | 5,0%                       | 11,6%                          |
| صناعات الورق وعجينه                         | 201                              | 10 629          | 2,4%                       | 2,1%                           |
| صناعة البلاستيك                             | 221                              | 10 355          | 2,3%                       | 1,7%                           |
| صناعة الاثاث والخشب                         | 205                              | 10 184          | 2,3%                       | 4,0%                           |
| المصدر :الوكالة الوطنية للصناعة             |                                  |                 |                            |                                |

## مؤشر التنافسية
| مؤشر التنافسية                   | قيمة المؤشر عدد يسند من 0 إلى 7 (الأفضل هو الاقرب إلى 7) | الرتبة عالميا (من 127 دولة) | الرتبة عالميا من مجموعة 40 دولة متأهلة من طور النمو |
| -------------------------------- | -------------------------------------------------------- | --------------------------- | --------------------------------------------------- |
| أسس الاقتصاد                     | 5,3                                                      | 33                          | 4                                                   |
| 1-البنية الإدارية                | 5,1                                                      | 26                          | 4                                                   |
| 2-البنية التحتية                 | 4.4                                                      | 37                          | 3                                                   |
| 3-الماكرو اقتصاد                 | 4,9                                                      | 39                          | 14                                                  |
| 4-الصحة والتعليم                 | 6,7                                                      | 33                          | 5                                                   |
| حوافز التنافسية                  | 4,3                                                      | 40                          | 6                                                   |
| 5-التعليم العالي والتدريب التقني | 4,7                                                      | 36                          | 5                                                   |
| 6-نجاعة السوق                    | 4,6                                                      | 36                          | 7                                                   |
| 7-التأهب التكنولوجي              | 9,3                                                      | 47                          | 9                                                   |
| عوامل التطوير الاختراع           | 4,4                                                      | 28                          | 2                                                   |
| 8-درجة تعقيد الأعمال             | 4,8                                                      | 31                          | 3                                                   |
| 9-القدرة على خلق منتوجات جديدة   | 4                                                        | 27                          | 2                                                   |